# Serie C 2021/2022
Soutěžní ročník Serie C 2021/22 byl 8. ročník třetí nejvyšší italské fotbalové ligy. Soutěž začala 28. srpna 2021 a skončila 24. dubna 2022. Účastnilo se jí celkem 60 týmů rozdělené do tří skupin po 20 klubech. Play off začala 1. května 2022 a skončila 12. června 2022.
Pro následující sezonu nebyly přijaty tyto kluby:
- Carpi FC 1909: v minulé sezóně se umístil na 15. místě ve skupině B, kvůli finančním problémům byli vyloučeni z profesionálních lig.
- Casertana FC: v minulé sezóně se umístil na 10. místě ve skupině C, kvůli finančním problémům byli vyloučeni z profesionálních lig.
- Novara Calcio: v minulé sezóně se umístil na 11. místě ve skupině A, kvůli finančním problémům byli vyloučeni z profesionálních lig.
- SS Sambenedettese: v minulé sezóně se umístil na 9. místě ve skupině B, kvůli finančním problémům byli vyloučeni z profesionálních lig.

Dále kluby AC Gozzano (postupující ze 4. ligy) se účasti vzdal, místo něj postoupil klub AZ Picerno, US Pistoiese 1921 a Lucchese 1905 které měly sestoupit do 4. ligy byli ponechány v soutěži.
Nováčky pro sezonu 2021/22: Ze 2. ligy tyto kluby: AC Reggiana 1919, Delfino Pescara 1936 a Virtus Entella. Ze 4. ligy postoupily tyto kluby: 1913 Seregno Calcio, AC Trento 1921 SSD, US Fiorenzuola 1922 SS, Aquila 1902 Montevarchi, SSD Città di Campobasso, Monterosi Tuscia FC, FC Taranto 1927, ACR Messina, SSD Latina Calcio 1932, ACN Siena 1904 a SSD Fidelis Andria 2018.

## Skupina A
| Poř. | Tým                      | Z  | V  | R  | P  | VG | OG | B  |
| ---- | ------------------------ | -- | -- | -- | -- | -- | -- | -- |
| 1.   | FC Südtirol              | 38 | 27 | 9  | 2  | 49 | 9  | 90 |
| 2.   | Calcio Padova            | 38 | 25 | 10 | 3  | 60 | 26 | 85 |
| 3.   | Feralpisalò              | 38 | 20 | 9  | 9  | 56 | 29 | 69 |
| 4.   | AC Renate                | 38 | 18 | 8  | 12 | 59 | 43 | 62 |
| 5.   | US Triestina Calcio 1918 | 38 | 15 | 10 | 13 | 41 | 41 | 55 |
| 6.   | Calcio Lecco 1912        | 38 | 16 | 7  | 15 | 51 | 42 | 55 |
| 7.   | FC Pro Vercelli 1892     | 38 | 14 | 13 | 11 | 41 | 40 | 55 |
| 8.   | Juventus FC U23          | 38 | 15 | 9  | 14 | 43 | 43 | 54 |
| 9.   | Piacenza Calcio 1919     | 38 | 12 | 14 | 12 | 44 | 46 | 50 |
| 10.  | US Pergolettese 1932 1   | 38 | 12 | 11 | 15 | 42 | 55 | 46 |
| 11.  | Aurora Pro Patria 1919   | 38 | 10 | 15 | 13 | 38 | 45 | 45 |
| 12.  | UC AlbinoLeffe           | 38 | 10 | 15 | 13 | 42 | 43 | 45 |
| 13.  | Virtusvecomp Verona      | 38 | 9  | 18 | 11 | 35 | 38 | 45 |
| 14.  | US Fiorenzuola 1922 SS   | 38 | 10 | 11 | 17 | 33 | 48 | 43 |
| 15.  | Mantova 1911             | 38 | 9  | 15 | 14 | 37 | 42 | 42 |
| 16.  | AC Trento 1921           | 38 | 9  | 15 | 14 | 37 | 42 | 42 |
| 17.  | Pro Sesto 1913           | 38 | 8  | 14 | 16 | 33 | 46 | 38 |
| 18.  | US 1913 Seregno Calcio   | 38 | 7  | 13 | 18 | 41 | 55 | 34 |
| 19.  | AS Giana Erminio         | 38 | 6  | 16 | 16 | 25 | 41 | 34 |
| 20.  | FC Legnago Salus         | 38 | 7  | 9  | 22 | 32 | 65 | 30 |

Poznámky
- Z = Odehrané zápasy; V = Vítězství; R = Remízy; P = Prohry; VG = Vstřelené góly; OG = Obdržené góly; B = Body
- za výhru 3 body, za remízu 1 bod, za prohru 0 bodů.
- 1  US Pergolettese 1932 bylo odečten 1 bod.

|  | Přímý postup do Serie B 2022/23 |
|  | Play off                        |
|  | Play out                        |
|  | Přímý sestup do Serie D 2022/23 |

### Play out
Boj o udržení v Serii C se hrálo 7. a 14. května 2022.
AS Giana Erminio – AC Trento 1921 2:3, 0:1 

US 1913 Seregno Calcio – Pro Sesto 1913 1:1, 1:1
Sestup do Serie D 2022/23 měly kluby AS Giana Erminio a US 1913 Seregno Calcio.

## Skupina B
| Poř. | Tým                     | Z  | V  | R  | P  | VG | OG | B  |
| ---- | ----------------------- | -- | -- | -- | -- | -- | -- | -- |
| 1.   | Modena FC 2018          | 38 | 27 | 7  | 4  | 69 | 25 | 88 |
| 2.   | AC Reggiana 1919        | 38 | 25 | 11 | 2  | 72 | 26 | 86 |
| 3.   | Cesena FC               | 38 | 18 | 13 | 7  | 53 | 31 | 67 |
| 4.   | Virtus Entella          | 38 | 19 | 8  | 11 | 62 | 40 | 65 |
| 5.   | Delfino Pescara 1936    | 38 | 17 | 14 | 7  | 56 | 41 | 65 |
| 6.   | Ancona–Matelica         | 38 | 16 | 9  | 13 | 61 | 50 | 57 |
| 7.   | AS Gubbio 1910          | 38 | 12 | 16 | 10 | 53 | 44 | 52 |
| 8.   | Lucchese 1905           | 38 | 12 | 14 | 12 | 39 | 39 | 50 |
| 9.   | Olbia Calcio 1905       | 38 | 11 | 13 | 14 | 44 | 47 | 46 |
| 10.  | Carrarese Calcio 1908   | 38 | 10 | 15 | 13 | 39 | 55 | 45 |
| 11.  | Vis Pesaro dal 1898     | 38 | 11 | 12 | 15 | 35 | 56 | 45 |
| 12.  | Aquila 1902 Montevarchi | 38 | 12 | 9  | 17 | 41 | 55 | 45 |
| 13.  | ACN Siena 1904          | 38 | 10 | 10 | 14 | 40 | 41 | 44 |
| 14.  | US Città di Pontedera   | 38 | 11 | 10 | 17 | 38 | 56 | 43 |
| 15.  | SS Teramo Calcio        | 38 | 10 | 12 | 16 | 36 | 57 | 42 |
| 16.  | US Viterbese 1908       | 38 | 8  | 15 | 15 | 44 | 51 | 39 |
| 17.  | Imolese Calcio 1919     | 38 | 8  | 13 | 17 | 42 | 56 | 37 |
| 18.  | US Pistoiese 1921       | 38 | 8  | 12 | 18 | 40 | 59 | 36 |
| 19.  | Fermana FC              | 38 | 7  | 14 | 17 | 31 | 49 | 35 |
| 20.  | US Grosseto 1912        | 38 | 5  | 15 | 18 | 30 | 47 | 30 |

Poznámky
- Z = Odehrané zápasy; V = Vítězství; R = Remízy; P = Prohry; VG = Vstřelené góly; OG = Obdržené góly; B = Body
- za výhru 3 body, za remízu 1 bod, za prohru 0 bodů.

|  | Přímý postup do Serie B 2022/23 |
|  | Play off                        |
|  | Play out                        |
|  | Přímý sestup do Serie D 2022/23 |

### Play out
Boj o udržení v Serii C se hrálo 7. a 14. května 2022.
Fermana FC – US Viterbese 1908 1:0, 0:2 

US Pistoiese 1921 – Imolese Calcio 1919 2:1, 0:1
Sestup do Serie D 2022/23 měly kluby Fermana FC a US Pistoiese 1921.

## Skupina C
| Poř. | Tým                       | Z  | V  | R  | P  | VG | OG | B        |
| ---- | ------------------------- | -- | -- | -- | -- | -- | -- | -------- |
| 1.   | SSC Bari                  | 36 | 22 | 9  | 5  | 52 | 26 | 75       |
| 2.   | US Catanzaro 1929         | 36 | 19 | 10 | 7  | 57 | 26 | 67       |
| 3.   | Palermo FC                | 36 | 18 | 12 | 6  | 64 | 33 | 66       |
| 4.   | US Avellino 1912          | 36 | 17 | 13 | 6  | 64 | 33 | 64       |
| 5.   | SS Monopoli 1966          | 36 | 17 | 8  | 11 | 38 | 31 | 59       |
| 6.   | Virtus Francavilla Calcio | 36 | 16 | 8  | 12 | 48 | 38 | 56       |
| 7.   | Calcio Foggia 1920        | 36 | 13 | 15 | 8  | 62 | 51 | 54       |
| 8.   | SS Turris Calcio          | 36 | 16 | 4  | 16 | 52 | 49 | 52       |
| 9.   | Monterosi Tuscia FC       | 36 | 13 | 12 | 11 | 40 | 38 | 51       |
| 10.  | AZ Picerno                | 36 | 14 | 8  | 14 | 41 | 45 | 50       |
| 11.  | SS Juve Stabia 1          | 36 | 13 | 12 | 11 | 44 | 36 | 49       |
| 12.  | SSD Latina Calcio 1932    | 36 | 12 | 9  | 15 | 37 | 42 | 45       |
| 13.  | SS Città di Campobasso    | 36 | 11 | 11 | 14 | 51 | 62 | 44       |
| 14.  | ACR Messina               | 36 | 10 | 9  | 17 | 40 | 57 | 39       |
| 15.  | FC Taranto 1927           | 36 | 8  | 15 | 13 | 31 | 40 | 39       |
| 16.  | Potenza Calcio            | 36 | 8  | 13 | 15 | 37 | 51 | 37       |
| 17.  | SSD Fidelis Andria 2018   | 36 | 6  | 12 | 18 | 26 | 45 | 30       |
| 18.  | Paganese Calcio 1926      | 36 | 6  | 8  | 22 | 36 | 69 | 26       |
| 19.  | US Vibonese Calcio        | 36 | 3  | 12 | 21 | 24 | 60 | 21       |
| 20.  | Calcio Catania 2          | -  | -  | -  | -  | -  | -  | Vyloučen |

Poznámky
- Z = Odehrané zápasy; V = Vítězství; R = Remízy; P = Prohry; VG = Vstřelené góly; OG = Obdržené góly; B = Body
- za výhru 3 body, za remízu 1 bod, za prohru 0 bodů.
- 1  SS Juve Stabia byly odečteny 2 body.
- 2  Calcio Catania byl vyloučen ze soutěže.

|  | Přímý postup do Serie B 2022/23 |
|  | Play off                        |
|  | Play out                        |
|  | Přímý sestup do Serie D 2022/23 |

### Play out
Boj o udržení v Serii C se hrálo se 7. a 14. května 2022.
Paganese Calcio 1926 – SSD Fidelis Andria 2018 1:0, 0:1
Sestup do Serie D 2022/23 měl klub Paganese Calcio 1926.

## Play off
Boj o postupující místo do Serie B 2021/22.

### 1. předkolo
Calcio Lecco 1912 – Aurora Pro Patria 1919 0:2

FC Pro Vercelli 1892 – US Pergolettese 1932 0:0

Juventus FC U23 – Piacenza Calcio 1919 0:0

Delfino Pescara 1936 – Carrarese Calcio 1908 2:2

Ancona-Matelica – Olbia Calcio 1905 0:2

AS Gubbio 1910 – Lucchese 1905 1:0

SS Monopoli 1966 – AZ Picerno 1:1

Virtus Francavilla Calcio – Monterosi Tuscia FC 2:2

Calcio Foggia 1920 – SS Turris Calcio 2:0
- tučné znamená postup

### 2. předkolo
US Triestina Calcio 1918 – Aurora Pro Patria 1919 2:1 

FC Pro Vercelli 1892 – Juventus FC U23 0:1 

Virtus Entella – Olbia Calcio 1905 1:1 

Delfino Pescara 1936 – AS Gubbio 1910 2:2 

US Avellino 1912 – Calcio Foggia 1920 1:2 

SS Monopoli 1966 – Virtus Francavilla Calcio 1:0 

### 1. kolo
Delfino Pescara 1936 – Feralpisalò 3:3, 1:2 

SS Monopoli 1966 – Cesena FC 1:2, 3:0 

US Triestina Calcio 1918 – Palermo FC 1:2, 1:1 

Juventus FC U23 – AC Renate 1:1, 1:0 

Calcio Foggia 1920 – Virtus Entella 1:0, 1:2

### 2. kolo
Feralpisalò – AC Reggiana 1919 1:0, 2:1 

SS Monopoli 1966 – US Catanzaro 1929 1:2, 0:1

Virtus Entella – Palermo FC 1:2, 2:2

Juventus FC U23 – Calcio Padova 0:1, 1:0

### Semifinále
Feralpisalò – Palermo FC 0:3, 0:1 

US Catanzaro 1929 – Calcio Padova 0:0, 1:2 

### Finále
Hrát se bude 5. a 12. června 2022.

Calcio Padova – Palermo FC 0:1, 0:1
Postup do Serie B 2022/23 měl klub Palermo FC.